# Chrastava
Chrastava (niem. Kratzau) − miasto w Czechach, w kraju libereckim. Według danych z 1 stycznia 2009 powierzchnia miasta wynosiła 27,46 km², a liczba jego mieszkańców 6 097 osób. Miastem partnerskim jest Lwówek Śląski.
W miejscowości znajdowała się filia obozu koncentracyjnego Groß-Rosen.

## Demografia
| Rok             | 1970 | 1980 | 1991 | 2001 | 2003 |
| --------------- | ---- | ---- | ---- | ---- | ---- |
| Liczba ludności | 4900 | 5200 | 5597 | 5944 | 6051 |